# Císařská koruna

Infule jako heraldický symbol císařská koruna

Císařská, imperátorská n. imperiální koruna (latinsky corona imperialis) je od starověku zavedená hlavní insignie panovníka (císaře), symbol jeho autority, moci a bohatství. Doprovázejí ji další insignie vlády, tzv. regalia: žezlo, říšské jablko, dále prsten, korunovační plášť, rukavice a střevíce.

## Typy a tvary korun
1. Otevřená (pás, obroučka)
2. Uzavřená (s čepicí)
Antické koruny řeckých a římských panovníků měly někdy tvar vavřínového věnce, symbolu triumfálního vítězství. Nejčastěji se koruna starověkých římských císařů, císařů byzantských a panovníků raného středověku skládá ze širokého kruhového pásu vytepaného buď vcelku nebo snýtovaného ze 6 až 12 dílů (lamel) drahého kovu. Tento pás se nazývá obroučka nebo čelenka, zpravidla bývá posázen nebo vykládán drahými kameny, perlami či smaltovanými destičkami.
Menší (nižší) bývají koruny císařoven či votivní koruna, která slouží v chrámech k výzdobě ikony Kristovy, Mariiny či jiných světců.
Uzavřený typ koruny má vložené dýnko, buď v podobě mitry, pak koruna symbolizuje spojení světské a církevní moci (tzv. caesaropapismus), nebo oblé čepice, často ze sametu barvy jasně červené, šarlatové (ale i jiné), nebo z kožešiny, například bílý hermelín s ocásky na britské koruně nebo sobolí kožešina na carské koruně prvních Romanovců.

## Části a doplňky
Přední díl se nazývá diadém, bývá zdoben nejvýrazněji, může být vyšší či různě vytvarovaný a doplněný aplikovaným klenotem. Některé koruny, například francouzské císařovny, mohou být samotným diadémem. Z něho byl odvozen tvar koruny dnešních královen krásy.
Obroučka panovnické koruny může být doplněna zkříženými klenutými pásky, zvanými kamary, v jejich křížení je vsazen křížek na kouli. Antické a středověké koruny mívají ověsky, řecky zvané kamelaukion. Jsou to řetízky či pásky s drahokamy, perlami nebo tepanými ozdobami. Ověsky jsou nejméně dva, v tom případě umístěné symetricky po stranách kolem uší, nebo více. Nejcennější drahokamy mohou být namontovány pomocí šroubků, tzv. (cargle a jsou odnímatelné, například u britské koruny. 
Dochované císařské a královské koruny bývají dodnes uloženy v hradních nebo zámeckých palácích panovníků, proměněných obvykle v muzea: především románská Koruna římských císařů, stejně jako koruna císaře Rudolfa II., sloužící do roku 1918 jako Rakouská císařská koruna; obě jsou od roku 1919 uloženy ve Světské klenotnici v Hofburgu ve Vídni. 

## Počet korun
Císařské i jiné panovnické koruny se užívaly nejméně dvě: hlavní majestátní, určená k obřadu korunovace a vládnutí, druhá všednodenní cestovní, zvaná karkan s imitacemi drahých kamenů. Další bývala vozová, umístěná na císařově kočáru, a konečně poslední – pohřební funerální. 
Jinou kategorii tvoří koruny heraldické, u kterých se stupeň nobilitace majitele určuje podle počtu hrotů, viz heraldika. 
| Heraldické vyobrazení                           | Koruna Svaté říše římské                  | Rakouská císařská koruna                  | Ruská carská koruna                                                                                              |
| Heraldické vyobrazení                           | Koruna Svaté říše římské                  | Rakouská císařská koruna                  | Ruská carská koruna                                                                                              |
| Koruna Německého císařství                      | Brazilská císařská koruna                 |                                           | |
| Koruna Německého císařství                      | Brazilská císařská koruna                 | Íránská císařská koruna (Dynastie Kadžár) | Íránská císařská koruna (Dynastie Pahlaví)                                                                       |
| Francouzská císařská koruna                     | Mexická císařská koruna                   | Indická císařská koruna                   | Koruna britského impéria                                                                                         |
| Francouzská císařská koruna (heraldická koruna) | Mexická císařská koruna (Druhé císařství) | Indická císařská koruna                   | Koruna britského impéria (Imperial State Crown) (Spojené království) Fakticky se jedná spíše o korunu královskou |